# Nancy Hennings
Pour les articles homonymes, voir Hennings.
Nancy Hennings (date et lieu de naissance inconnus) est une musicienne américaine new age.

## Carrière
Elle a enregistré Tibetan Bells I, II III et IV avec Henry Wolff à partir de 1971, des albums annonçant la musique new age introduisant pour la première fois certains instruments d'Asie encore inconnus en Occident et repris par d'autres musiciens par la suite, dont Philip Glass. 
Certains morceaux des albums Tibetan Bells ont été utilisés dans la bande son du film Koyaanisqatsi. 
En 1982, avec Henry Wolff et Mickey Hart  batteur du Grateful Dead, elle a réalisé l'album Yamantaka.